# Tatosoma monoviridisata
Tatosoma monoviridisata är en fjärilsart som beskrevs av Clarke 1920. Tatosoma monoviridisata ingår i släktet Tatosoma och familjen mätare. Inga underarter finns listade i Catalogue of Life.